# Billy McKinney (basketballer)
William Mervin McKinney III (Waukegan, 5 juni 1955) is een Amerikaans voormalig basketballer en basketbalcoach, radiopresentator en huidig burgemeester.

## Carrière

### Start als speler
McKinney speelde collegebasketbal voor de Northwestern Wildcats van 1973 tot 1977. In 1977 werd hij als 115e gekozen in de NBA draft door de Phoenix Suns. Hij speelde in november 1977 in de Liberty Basketball Tournament voor Ray's Barbecue. In januari 1978 speelde hij in Snow Follies Basketball Tournament. Begin september 1978 werd hij uitgenodigd voor het rookie- en vrije spelerskamp van de Kansas City Kings. Hij werd daarna uitgenodigd om met het reguliere kamp mee te trainen en kreeg een contract. Hij speelde ook in de oefenwedstrijden voor de start van het seizoen. Hij wist een plaats te veroveren in de uiteindelijk ploeg van de Kings als backup van Phil Ford.
Hij verlengde zijn contract aan het einde van het seizoen bij de Kings met twee jaar. Eind mei 1980 werd hij door de Dallas Mavericks gekozen in de NBA expansion draft 1980. In september 1980 werd hij geruild naar de Utah Jazz in ruil voor twee draftpicks. Al midden december 1980 werd hij opnieuw geruild ditmaal naar de Denver Nuggets voor Carl Nicks. In de zomer van 1981 speelde hij in de Chicago State League. Zijn contract werd eind september 1981 verlengd door de Nuggets. Halverwege het seizoen 1981/82 nam hij de starterspositie van Kenny Higgs over. Begin oktober 1983 werd hij geruild naar de San Diego Clippers voor Richard Anderson. Hij speelde een seizoen voor de Clippers waarna zijn contract niet verlengd werd. Hij zat het seizoen 1984/85 uit zonder contract.

### Einde spelerscarrière start van sportbestuurder
In september 1985 speelde hij in een trainingskamp van de Chicago Bulls en speelde in oefenwedstrijden voor de Bulls later eind september begin oktober 1985. Hij kreeg hierna een contract van de Bulls. Zijn contract werd midden december 1985 ontbonden om plaats te maken voor de terugkeer van Michael Jordan na een blessure. Hij werd daarop assistent-coach en scout bij de Bulls zodat hij indien nodig nog kon terugkeren bij de ploeg. Het seizoen erop bleef hij zijn rol als scout en assistent-coach behouden. Na het seizoen 1986/87 werd hij gepromoveerd tot assistent vice-president of basketball operations.
In juli 1988 werd hij director of personnel bij de Minnesota Timberwolves een nieuw team in dat jaar. Hij verliet de club eind november 1990 na conflicten met coach Bill Musselman. In de zomer van 1991 had hij verschillende voorstellen om aan de slag te gaan als assistent-coach bij de Miami Heat en Atlanta Hawks. In oktober 1991 speelde hij als onderdeel van de Kansas City All-Stars een benefietwedstrijd. In 1991 en 1992 was hij televisiecommentator van basketbalwedstrijden. Eind juni 1992 werd hij algemeen manager bij de Detroit Pistons, hij volgde Jack McCloskey op. Zijn contract werd niet verlengd na het seizoen 1994/95.

### Negen jaar in Seattle
In augustus 1995 werd hij vice-president of basketball operations bij de Seattle SuperSonics. In 1998 werd zijn contract verlengd met drie jaar bij de Sonics. In april 2001 kreeg hij dezelfde functie bij de Seattle Storm naast zijn functie bij de Sonics. Na het ontslag van Lin Dunn in september 2002 bij de Seattle Storm werd McKinney er algemeen manager. In november 2003 stopte hij als algemeen manager bij de Storm en werd opgevolgd door Karen Bryant. Hij verliet de SuperSonics in augustus 2004.

### Radiopresentator, scout en burgemeester
Hierna in 2004 werd hij radiopresentator van Minnesota Timberwolves wedstrijden en bleef dat tot in 2008. In 2008 werd hij benoemd tot Vice President of Scouting bij de Milwaukee Bucks. Hij bleef in functie tot in 2017. In 2019 werd hij burgemeester van Zion (Illinois).

## Erelijst
- Nummer 30 teruggetrokken door de Northwestern Wildcats[37]

## Statistieken

### Regulier seizoen
| Seizoen  | Team               | WG           | WS           | MPW          | 2P%          | 3P%          | FW%          | RPW          | APW          | SPW          | BPW          | PPW          |
| -------- | ------------------ | ------------ | ------------ | ------------ | ------------ | ------------ | ------------ | ------------ | ------------ | ------------ | ------------ | ------------ |
| 1978/79  | Kansas City Kings  | 78           | –            | 15,9         | 50,3         | –            | 79,6         | 1,1          | 3,2          | 0,7          | 0,0          | 7,8          |
| 1979/80  | Kansas City Kings  | 76           | –            | 17,5         | 45,7         | 10,0         | 80,5         | 1,1          | 3,3          | 0,8          | 0,1          | 9,7          |
| 1980/81  | Utah Jazz          | 35           | –            | 29,5         | 53,2         | 50,0         | 91,7         | 2,1          | 4,5          | 1,1          | 0,1          | 8,4          |
| 1980/81  | Denver Nuggets     | 49           | –            | 23,1         | 50,2         | 10,0         | 84,3         | 2,2          | 4,1          | 1,2          | 0,1          | 10,7         |
| 1981/82  | Denver Nuggets     | 81           | 27           | 24,2         | 54,1         | 0,0          | 80,6         | 1,8          | 4,2          | 0,9          | 0,2          | 10,8         |
| 1982/83  | Denver Nuggets     | 68           | 38           | 22,9         | 49,4         | 0,0          | 81,4         | 1,8          | 4,2          | 0,6          | 0,1          | 9,8          |
| 1983/84  | San Diego Clippers | 80           | 0            | 10,5         | 44,9         | 0,0          | 84,8         | 0,7          | 2,0          | 0,3          | 0,0          | 3,9          |
| 1984/85  | Speelde niet       | Speelde niet | Speelde niet | Speelde niet | Speelde niet | Speelde niet | Speelde niet | Speelde niet | Speelde niet | Speelde niet | Speelde niet | Speelde niet |
| 1985/86  | Chicago Bulls      | 9            | 0            | 9,2          | 43,5         | 0,0          | 100,0        | 0,6          | 1,4          | 0,3          | 0,0          | 2,4          |
| Carrière | Carrière           | 476          | 65           | 19,3         | 49,9         | –            | 82,0         | 1,4          | 3,5          | 0,7          | 0,1          | 8,0          |

### Play-offs
| Seizoen  | Team              | WG | WS | MPW  | 2P%  | 3P% | FW%  | RPW | APW | SPW | BPW | PPW  |
| -------- | ----------------- | -- | -- | ---- | ---- | --- | ---- | --- | --- | --- | --- | ---- |
| 1978/79  | Kansas City Kings | 5  | –  | 19,2 | 37,5 | –   | 85,7 | 1,4 | 4,8 | 1,0 | 0,0 | 7,2  |
| 1979/80  | Kansas City Kings | 3  | –  | 11,3 | 50,0 | 0,0 | –    | 1,0 | 2,7 | 0,0 | 0,0 | 1,3  |
| 1981/82  | Denver Nuggets    | 3  | –  | 30,3 | 61,5 | 0,0 | 83,3 | 2,0 | 3,3 | 1,0 | 0,0 | 14,0 |
| 1982/83  | Denver Nuggets    | 8  | –  | 14,1 | 56,5 | –   | 55,6 | 1,6 | 2,3 | 0,3 | 0,0 | 7,8  |
| Carrière | Carrière          | 19 | –  | 17,6 | 50,9 | –   | 70,3 | 1,5 | 3,2 | 0,5 | 0,0 | 7,6  |